# 江源镇 (敦化市)
江源镇，是中华人民共和国吉林省延边朝鲜族自治州敦化市下辖的一个乡镇级行政单位。

## 行政区划
江源镇下辖以下地区：
马号东村、马号西村、帽山村、农林村、西小牡丹村、夹皮沟村、四道荒沟村、延发村、永发村、新发村、寒葱沟村、二合店村、马五店村和江南村。